# 播備ライナー
播備ライナー（ばんびライナー）は、かつて兵庫県姫路市の姫路駅から岡山県岡山市の天満屋バスセンターを結んでいた高速バス路線である。

## 概要

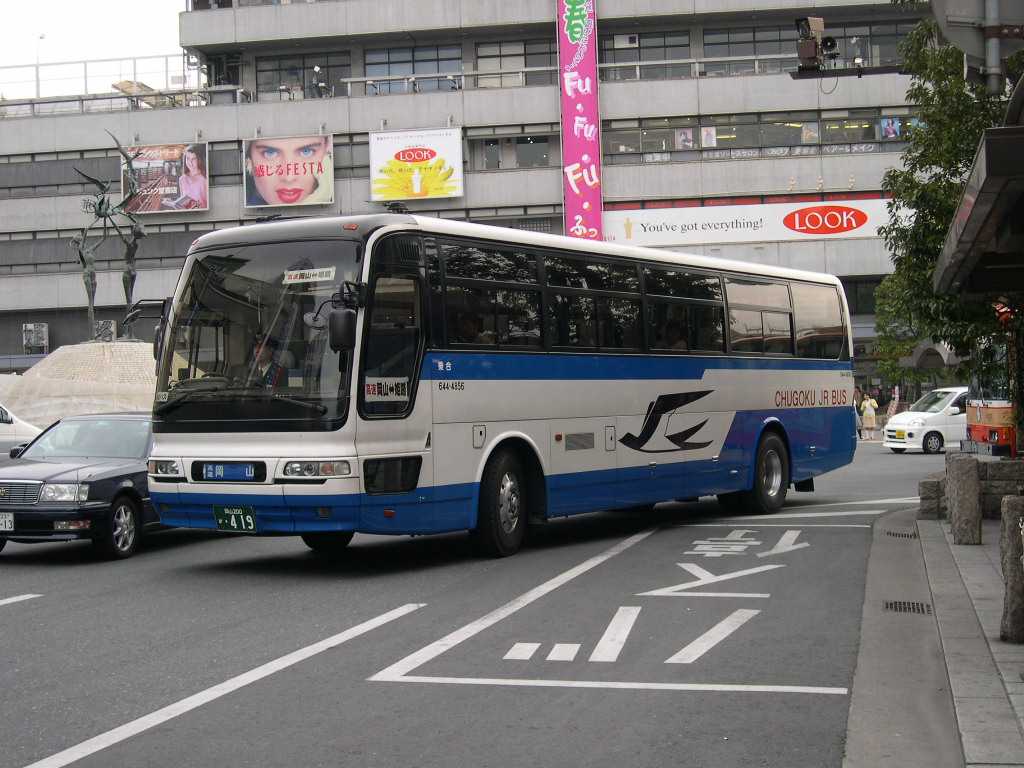
中国ジェイアールバス　担当便

- 2003年3月20日、神姫バス、JRバス中国、中鉄バスの3社共同で運行開始[1]。
- しかし、姫路市をはじめとする兵庫県播磨地域は京阪神志向が強く、西側に位置する岡山県との旅客流動はあまり大きくないうえ、播磨地域と岡山県の間を移動する交通手段の多くはマイカーに傾きがちという現実もあって、運行開始当初から空席が続くなど利用は芳しくなかった。5月から「3000人モニター大募集」キャンペーンをてこ入れ策として展開、また同年7月18日からのダイヤ改正で姫路発の始発便の時刻を20分早め、停留所の増設及び往復券運賃と回数券運賃の値下げ、停留所の増設をしたが、状況は変わらず2003年12月24日の便で廃止された。

## 停車停留所
- 姫路駅 - 龍野 - 相生 - 赤穂 - （岡山商大前 - 岡山駅前 - 天満屋バスセンター）
  - カッコ内の、岡山市内区間のみの乗車はできなかった。
- 龍野 - 岡山駅前間はハーバープリンス・ハーバーライナーと共通乗車可能だった。

## 運行経路
- 姫路市内 - 姫路市道駅前幹線（大手前通り） - 姫路市道十二所前線（岡山行）/国道2号（姫路行） - 兵庫県道415号和久今宿線 - 中地ランプ - 姫路バイパス - 太子竜野バイパス - 姫路西バイパス - 山陽自動車道 - 岡山IC - 国道53号 - 岡山市内
  - 姫路市内は一方通行のため、往復で経路が異なる。

## 運行本数
- 昼行9往復[1]